# Oxyurostylis smithi
Oxyurostylis smithi är en kräftdjursart som beskrevs av William Thomas Calman 1912. Oxyurostylis smithi ingår i släktet Oxyurostylis och familjen Diastylidae. Inga underarter finns listade i Catalogue of Life.